# Plocama puberula
Plocama puberula är en måreväxtart som först beskrevs av Isaac Bayley Balfour, och fick sitt nu gällande namn av Maria Backlund och Mats Thulin. Plocama puberula ingår i släktet Plocama och familjen måreväxter. IUCN kategoriserar arten globalt som livskraftig.
Artens utbredningsområde är Socotra. Inga underarter finns listade i Catalogue of Life.